# Victor Ninov
Ne doit pas être confondu avec Viktor Ninov.
Victor Ninov (en bulgare : Виктор Нинов), né le 27 juin 1959, est un physicien bulgare et ancien chercheur qui a travaillé principalement dans la découverte de nouveaux éléments chimiques. Il est connu pour les co-découvertes des éléments 110, 111 et 112 (depuis nommés darmstadtium, roentgenium et copernicium).
Ninov a aussi revendiqué la création des éléments 116 et 118 lorsqu'il travaillait à l'université Berkeley. Cependant, une enquête conclu qu'il avait falsifié les preuves. Les répercussions de l'affaire ont ensuite un impact sur les lignes directrices de conduite de plusieurs institutions de recherche.

## Jeunesse
Victor Ninov est né en Bulgarie le 27 juin 1959. Il grandit dans la capitale Sofia. Dans les années 1970, alors que Ninov est adolescent, lui et sa famille partent pour l'Allemagne de l'Ouest. Peu de temps après le déménagement, le père de Victor disparaît et est retrouvé mort de causes inconnues.

## Carrière
Victor Ninov fréquente l'université de technologie de Darmstadt près de Francfort, en Allemagne,. Il s'y distingue comme un physicien très compétent, principalement doué pour construire des instruments scientifiques et programmer pour eux des programmes d'analyse,.

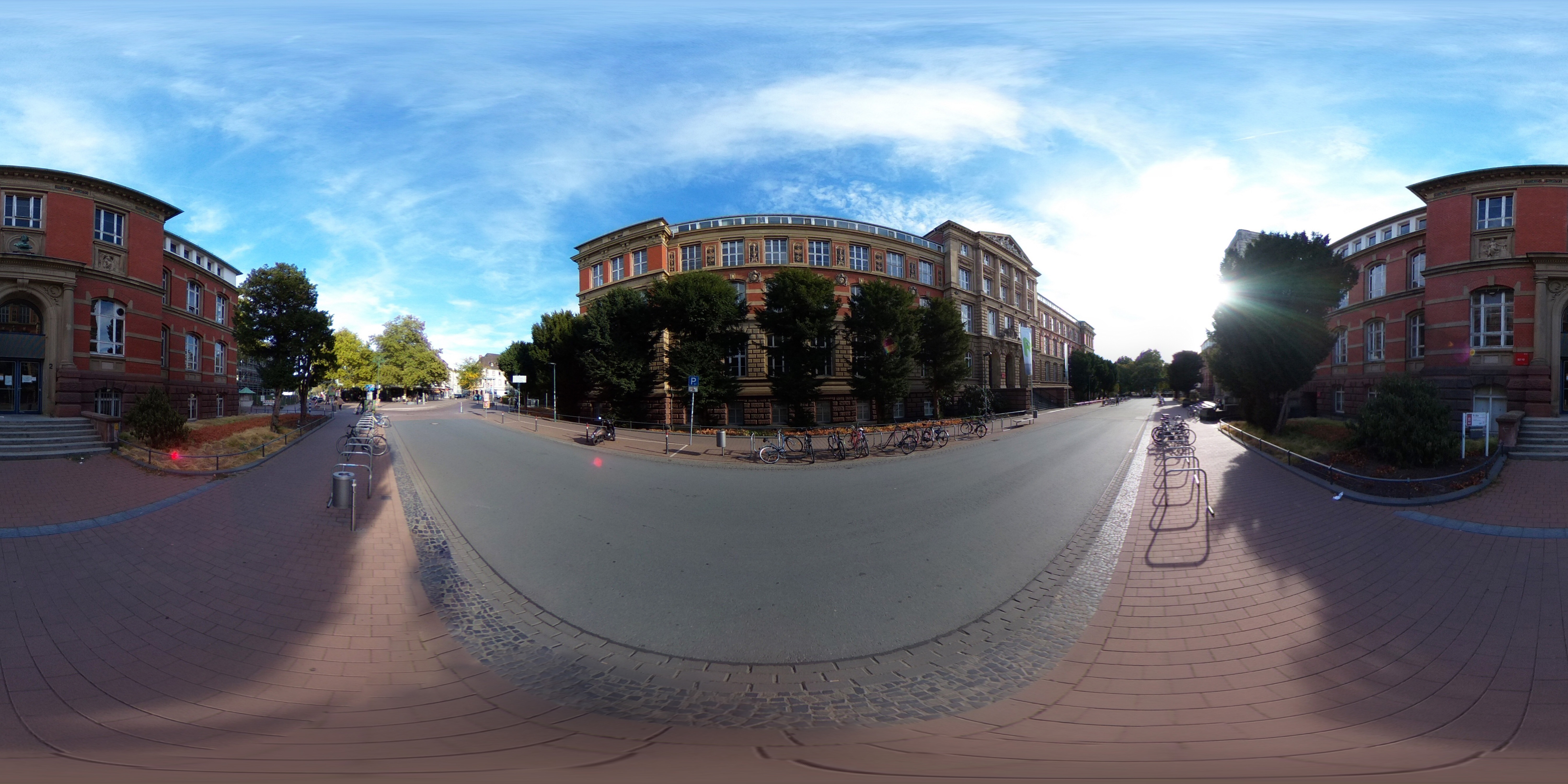
Université de technologie de Darmstadt.

Cela lui vaut un emploi au centre de recherche allemand voisin GSI (Helmholtzzentrum für Schwerionenforschung, ou centre de recherche pour les ions lourds) où il a travaillé pour son doctorat et son travail postdoctoral de création de nouveaux éléments chimiques,.
Il y reçoit le contrôle exclusif du programme d'analyse informatique. Il participe à la découverte du darmstadtium (élément 110), du roentgenium (élément 111) et du copernicium (élément 112) en brisant des faisceaux d'ions en éléments lourds à l'aide de l'UNILAC de GSI (un type d'accélérateur de particules) et en analysant les débris,. Bien qu'une enquête ait déterminé plus tard que les découvertes d'éléments 110 et 112 comprenaient des échantillons fabriqués créés par Ninov, des preuves supplémentaires de l'expérience ont été confirmées comme étant inaltérées, rendant sa co-découverte légitime,. Ces découvertes ont été faites grâce à l'ajout d'un séparateur de gaz à l'accélérateur de particules pour aider à filtrer tout sauf les éléments lourds qu'ils recherchaient.
Il travaille à l'université Stanford pendant un certain temps. Il est ensuite embauché au Lawrence Berkeley National Laboratory (LBNL) en 1996 en tant qu'expert pour les capteurs de débris des accélérateurs de particules et les programmes d'analyse.

## Enquête de fraude
Alors qu'ils travaillaient au Lawrence Berkeley National Laboratory (LBNL), Victor Ninov et son équipe poursuivent une hypothèse de Robert Smolańczuk (en) selon laquelle l'élément 118 pourrait être formé à des énergies relativement basses en combinant les isotopes 86Kr et 208Pb ensemble,. Ninov a d'abord douté de l'hypothèse qu'il poursuivait ; il est cité comme disant "Nous ne savions pas de combien d'ordres de grandeur il [Smolańczuk] avait tort".
Ninov reçoit le contrôle total du programme d'analyse de données GOOSY, notamment parce qu'il est le seul dans l'équipe de Berkeley à savoir l'utiliser. En 1999, Ninov et son équipe rapportent avoir synthétisé l'élément 118, presque identiquement à ce que Robert Smolanczuk avait prévu ; par chaîne de désintégration, ils annoncent avoir aussi synthétisé l'élément 116,,,. Cependant, d'autres laboratoires sont incapables de reproduire ces résultats.
Désireux de prouver leur découverte, l'équipe vérifie intégralement leurs instruments et réessaie. Une autre observation des éléments est annoncée par Ninov, mais elle est rejetée par un collègue. Une enquête formelle complète est ensuite lancée.
Les données originales utilisées pour l'anonce de l'élément 118 sont analysées indépendamment et, dans les données binaires originales, il n'y a en réalité aucune indication de la présence de l'élément 118 ou 116,,,,. L'enquête dure pendant un an, jusqu'à ce qu'il soit conclu que "Ninov ... a intentionnellement induit ses collègues en erreur - et tout le monde - en fabriquant des données".
Ninov, qui avait été mis en congé, est licencié,. Le reste de l'équipe de Ninov retire officiellement l'article d'annonce de découverte en 2002. Une enquête est également menée sur le contrôle non supervisé de Ninov au GSI ; il y est constaté que "deux observations ont été faussement créées" (une de l'élément 110 et une autre de l'élément 112),. Cependant, ces falsifications sont trouvés parmi de nombreuses données réelles qui soutenaient toujours que ses co-découvertes étaient légitimes. L'enquête du GSI en conclu donc que la découverte de ces éléments reste légitime. Au minimum, il est ainsi certain que Victor Ninov a fait une "déclaration injustifiée" sur les éléments 116 et 118.
Les éléments lourds 116 et 118 sont finalement été découverts et vérifiés à l'Institut unifié de recherches nucléaires de Doubna, en Russie. Ces éléments sont nommés respectivement livermorium et oganesson,. Ninov continue ensuite de maintenir qu'il est innocent.

### Impact sur la communauté scientifique
Les rapports de l'enquête sont un choc pour les autres scientifiques, car Ninov était auparavant considéré comme un physicien très respecté. Au lendemain de l'enquête, il est troublant pour beaucoup que tant de co-auteurs des articles du LBNL n'aient pas vérifié les résultats avant de contribuer à une fausse déclaration. L'affaire Ninov entraîne la mise en place de directives plus strictes pour les coauteurs ; ces règles "clarifient les rôles et les devoirs des co-auteurs" et elles "exigent que tous les co-auteurs se portent garants de leur contribution aux travaux publiés",.
La société américaine de physique a également appelé à une formation et une surveillance éthiques accrues dans les instituts de recherche et a parrainé plusieurs conférenciers dans le but de rendre la communauté scientifique plus à l'aise et plus résistante à la fraude scientifique. Des rapports sur l'affaire Ninov sont publiés à peu près au même moment que le rapport final sur l'affaire Schön, un autre incident majeur de falsification de données en physique, ce qui a amplifié son impact.

## Vie après Berkeley
Ninov s'est retiré de la recherche en physique et vit en Californie.
Sa femme, Caroline Cox, ancienne professeur d'histoire à l'université du Pacifique, est décédée en 2014 d'un cancer. Ils ont été mariés pendant 29 ans. Ninov aide ensuite à terminer son livre, Boy Soldiers of the American Revolution, et le fait publier post-mortem.
Il est aussi un marin passionné et pilote d'avion amateur.